# Festa del PCE
La Festa del PCE és la festa que celebra anualment el Partit Comunista d'Espanya (PCE) a Madrid. Té lloc durant el mes de setembre, la tercera setmana normalment.
És un dels esdeveniments polítics i culturals de l'any a la capital d'Espanya, en el qual es combinen actes d'índole social, polític i solidaris, juntament amb mercats populars, conferències sobre diversos temes d'actualitat, homenatges, concerts, art, cinema... i activitats gastronòmiques i culturals de tota classe.
La militància del Partit Comunista d'Espanya participa molt activament en la celebració d'aquesta. El Secretari General del PCE sol intervenir en un discurs als assistents de la Festa sobre qüestions de l'actualitat política del moment.
Un dels senyals d'identitat de la Festa són els seus concerts multitudinaris, pels quals han passat nombrosos autors i grups musicals espanyols i d'altres nacionalitats. Noms propis com Rosendo Mercado, Ana Belén, Víctor Manuel, Joaquín Sabina, El canto del loco, Reincidentes, Boikot, Silvio Rodríguez, Pablo Milanés, Joan Manuel Serrat, Labordeta, Barricada, Kiko Veneno, Ismael Serrano, Celtas Cortos i molts altres, estan lligats a la història de la Festa.

## Història

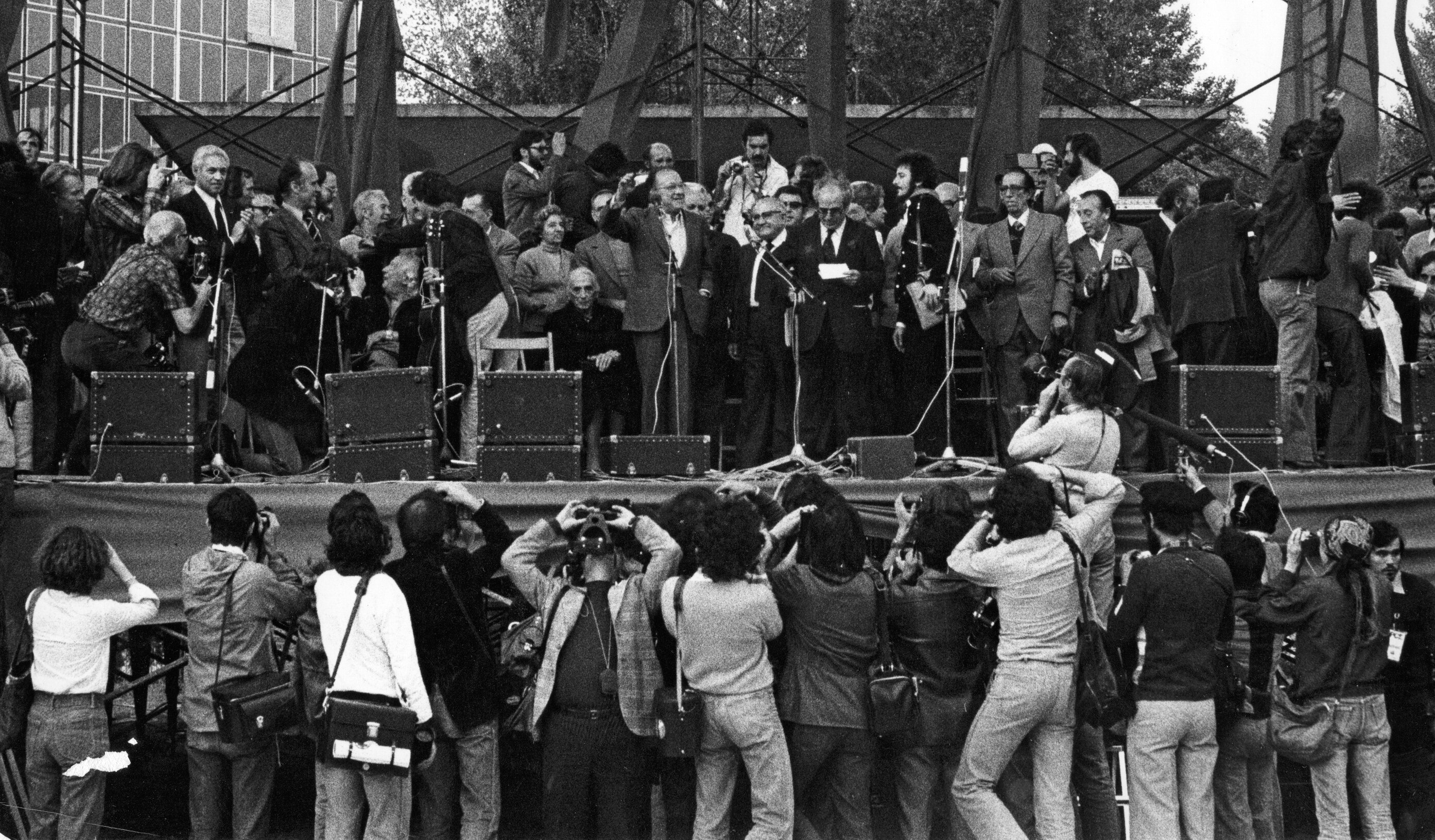
Primera festa del PCE a la Casa de Campo de Madrid. Dia de clausura.

La primera Festa del PCE va tenir lloc el 16 de juny de 1977, poc després de la legalització del PCE. En aquesta primera ocasió van assistir 300.000 persones, omplert la campa de Torrelodones (Madrid) enmig d'una intensa pluja que no va espantar els participants.
En anys successius, el recinte de la Festa es va situar en la Casa de Campo de Madrid (estació de Lago, línia 10) i Alto de Extremadura (línia 6). Hi assistiren centenars de milers de persones durant els dies de la seva celebració.
En 2007 es va celebrar el 30 aniversari, amb menor assistència degut d'entre altres coses a la Noche en Blanco que va programar l'Ajuntament de Madrid per al mateix cap de setmana. Es va celebrar a més sense l'habitual zona d'acampada, els ingressos van ser menors i va haver-hi diversos problemes, raó per la qual en 2008 es va decidir suspendre la festa per al mes de setembre, pensant en la possibilitat de realitzar-la en la primavera de 2009.
La fFesta de 2009 es va celebrar a Còrdova els dies 18, 19 i 20 de setembre. El lloc escollit per a la seva celebració va ser el recinte firal El Arenal.
En 2010 la Festa del PCE va tornar a celebrar-se a Madrid, aquesta vegada al parc Dolores Ibárruri de San Fernando de Henares (metro Jarama, línia 7), del divendres 17 al diumenge 19 de setembre, amb una càrrega política molt pronunciada, ja que va suposar l'avantsala de la Vaga General del 29 de setembre.
La Festa del PCE de 2011 celebrada a San Fernando de Henares va tenir una notable assistència, donada també la situació política, econòmica i social d'aquests moments, coincidint amb el 90è aniversari de la fundació del PCE.